# Бергинк, Херман
Херман Бергинк (нидерл. Herman Bergink; 15 мая 1924 — 6 ноября 1997) — канадский карильонер и органист второй половины XX века, уроженец Нидерландов. Провинциальный карильонист Британской Колумбии (с 1968 по 1992 год), кавалер ордена Оранских-Нассау.

## Биография
Херман Бергинк родился в Энсхеде (Нидерланды) в 1933 году. В 1955 году окончил Утрехтскую консерваторию с дипломом органиста и хормейстера. Его учителями по классу органа были Адриан Схурман и Дик ван Вилгенбург (также преподававший фортепиано), а по классу карильона — Лен’т Харт.
В 1957 году Бергинк эмигрировал в Канаду. На протяжении 12 лет он выполнял обязанности органиста и хормейстера в разных церквях Виктории (Британская Колумбия), пока в 1968 году не получил пост провинциального карильонера Британской Колумбии. Его постоянным инструментом до ухода на покой в 1992 году стал Нидерландский юбилейный карильон (англ. Netherlands Centennial Carillon) в Виктории. С 1977 года он совмещал эту должность с работой органиста церкви Святого Давида-у-моря.
Наиболее известная запись выступления Бергинка сделана в 1971 году по заказу правительства Британской Колумбии. Это запись нескольких произведений, исполненных им на Нидерландском юбилейном карильоне под общим названием The Sound of Victoria. Среди учеников Бергинка канадский карильонер Тобиас Йенни и американцы Р. Дж. Маккарти и Джон Барг. В 1992 году он был посвящён королевой Беатрикс в кавалеры нидерландского ордена Оранских-Нассау.